# Abbauhammer

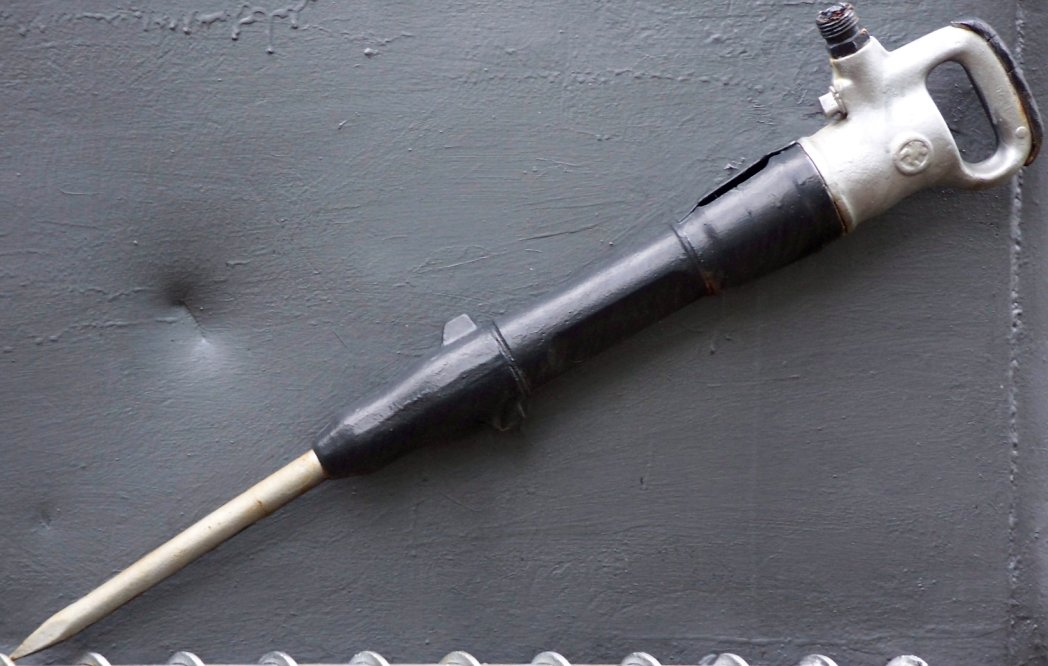
Pneumatischer Abbauhammer für den Steinkohlenbergbau

Der Abbauhammer, auch Pickhammer genannt, ist ein mit Druckluft betriebenes Handwerkzeug, das im Bergbau verwendet wird, um Kohle, Erze oder Gestein abzubauen. Entstanden ist der Abbauhammer aus dem Bohrhammer. Ein erster Vorläufer war die in den 1890er-Jahren im Mansfeldschen Kupfer(erz)bergbau eingesetzte Frankesche Schrämmaschine.

## Geschichte
Die ersten Abbauhämmer wurden im deutschen Steinkohlenbergbau bereits um 1900 eingesetzt. Der Abbauhammer erlebte seine Blüte in der Zeit nach dem Zweiten Weltkrieg. Noch in den 1950er- / 1960er-Jahren wurden die Kohlen in den Ländern Belgien, Deutschland (außer Saarland), Holland und Frankreich überwiegend mit dem Abbauhammer gewonnen. Bereits zu dieser Zeit wurden im Saarbergbau, im britischen und im nordamerikanischen Bergbau die dort vorhandenen härteren und festeren Kohlen mittels Schrämmaschine gewonnen. In den 1970er-Jahren bis Anfang der 1980er-Jahre wurden Abbauhämmer nur noch in einigen Streben der stark geneigten und in der steilen Lagerung zu nichtmechanisierten Gewinnung eingesetzt. Seit den 1980er-Jahren wird der Abbauhammer nur noch sehr selten eingesetzt. Sein Einsatz beschränkt sich nur noch auf wenig umfangreiche Arbeiten.

## Aufbau

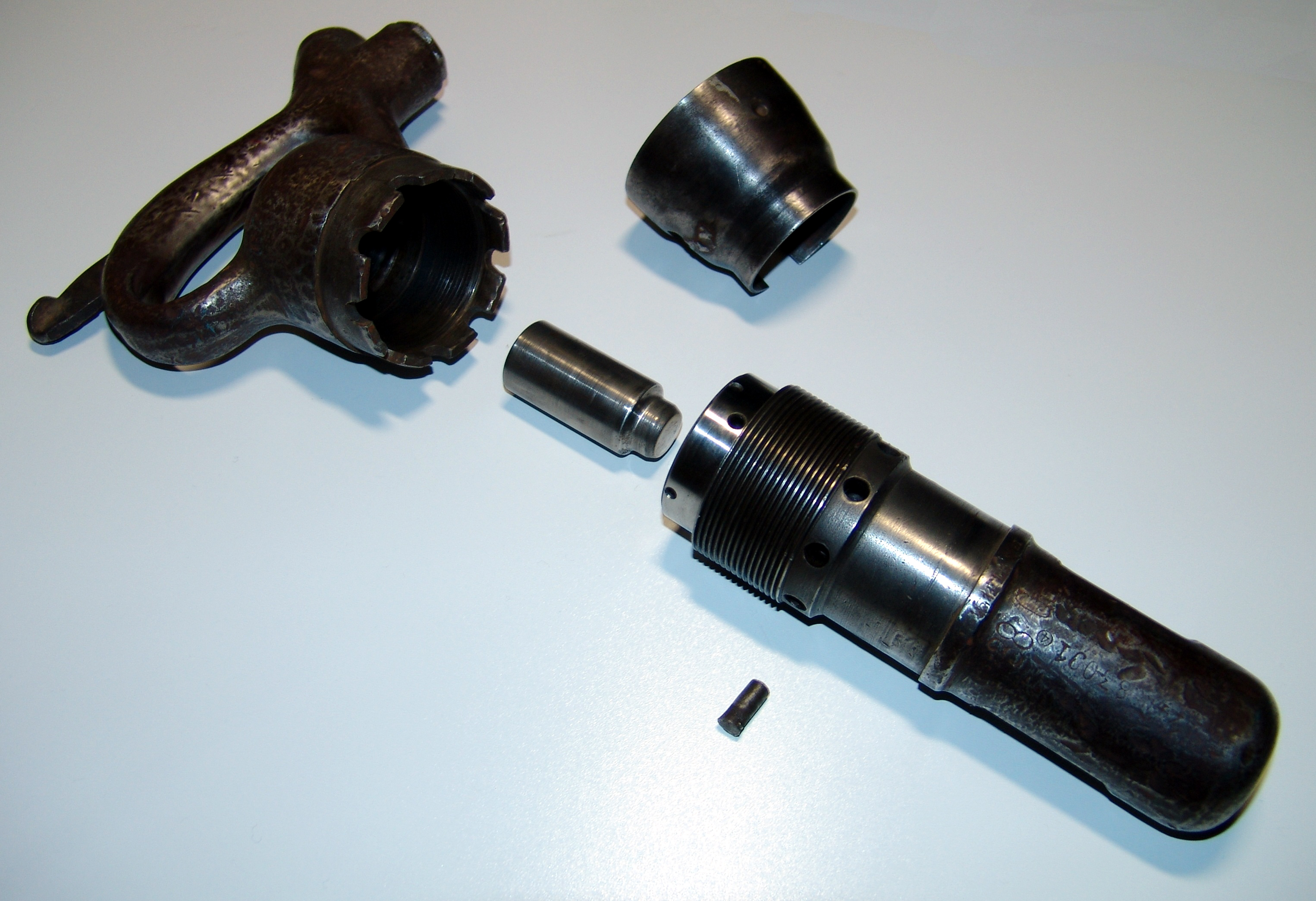
Bauteile eines Abbauhammers

Der Abbauhammer besteht aus dem Gehäuse, dem Griff, der Schlageinrichtung, der Haltekappe und dem Spitzeisen. Im Gehäuse befindet sich die Schlageinrichtung, bestehend aus dem Zylinder mit Schlagkolben und der dazugehörenden Steuerung. Der Kolben des Abbauhammers hat in der Regel einen Durchmesser von maximal 35 Millimetern. Dies ist erforderlich, um das Gehäuse schlank und griffig gestalten zu können. Der Griff wird meistens aus Kunststoff angefertigt, um die Auswirkungen auf den Benutzer, die durch den Rückstoß der Schlageinrichtung entstehen, zu minimieren. Eine andere Möglichkeit zur Reduzierung der Vibrationseinwirkungen sind Griffe, die mit Federn versehen sind. Am Griff befindet sich ein Schlauchanschlussnippel, über den die Schlageinrichtung mit Druckluft versorgt wird. Der Betriebsdruck liegt bei 5 bar, der maximale Druck darf 30 bar nicht überschreiten. Der Druckluftverbrauch liegt bei Betriebsdruck, je nach Hammer, zwischen 100 und 120 Liter Druckluft pro Minute. In den Griff integriert ist die Anlassvorrichtung, mit der das Schlagwerk betätigt wird. In der Haltevorrichtung, den Haltekappen, wird das Spitzeisen festgehalten. Es gibt zwei Typen von Spitzeisen, Spitzeisen mit Einsteckende und Spitzeisen ohne Einsteckende. Je nach Bauart wiegt ein Abbauhammer zwischen fünf und vierzehn Kilogramm. Die Länge des Abbauhammers beträgt ohne Spitzeisen etwa 0,5 Meter. Aufgrund des maximalen Kolbendurchmessers von 35 Millimetern sind schwere Abbauhämmer länger als leichte Abbauhämmer. Es gibt auch Abbauhämmer, mit denen es möglich ist, den während der Arbeit entstehenden Staub zu binden. Diese als Nassabbauhämmer bezeichneten Abbauhämmer besitzen zwei Zerstäuber, aus denen während des Betriebes ein feiner Wassernebel sprüht. Während des Betriebes wird solchen Abbauhämmern ständig Druckwasser zugeführt. Hierfür haben Nassabbauhämmer neben dem Druckluftanschluss auch einen besonderen Wasseranschluss am Griff. Der Hammer ist so konstruiert, dass er nur funktioniert, wenn er neben der Druckluft auch mit Wasser beaufschlagt wird. Der Wasserverbrauch des Nassabbauhammers beträgt 60 Liter Wasser pro Stunde.

## Funktion
Sobald das Einlassventil durch Drücken des Handgriffs gegen den Arbeitszylinder gedrückt oder durch Drücken des Griffventils geöffnet wird, tritt Druckluft in den Zylinder. Die Druckluft wird im Zylinder entspannt. Dadurch wird der Kolben im Zylinder mit großer Wucht gegen das Spitzeisen geschleudert. Die Zufuhr der frischen Druckluft und die Abfuhr der verbrauchten Luft des Schlageinrichtung wird durch die Steuerung geregelt. Bedingt durch den Rückprall und die Rückholluft wird der Kolben wieder in seine Ausgangsposition getrieben. Durch Ausnutzung von Druckdifferenzen erfolgt nach jedem Schlag eine Umsteuerung der Druckluft. Beim Schlaghub erfolgt eine weitestgehende Entlüftung des Zylinders. Damit der Kolben beim Rückstoß durch ein komprimiertes Luftpolster gebremst wird, wird der hintere Zylinderraum beim Rückhub nicht voll entlüftet. Die Zahl der Schläge, mit der der Schlagkolben gegen den Meißel geschlagen wird, liegt bei 1500 bis 2000 Schlägen pro Minute. Bei schweren Abbauhämmern liegt die Schlagzahl deutlich niedriger. Sie liegt bei diesen Abbauhämmern, je nach Gewicht des Hammers, zwischen 600 und 1200 Schlägen pro Minute.

## Verwendung und Folgen

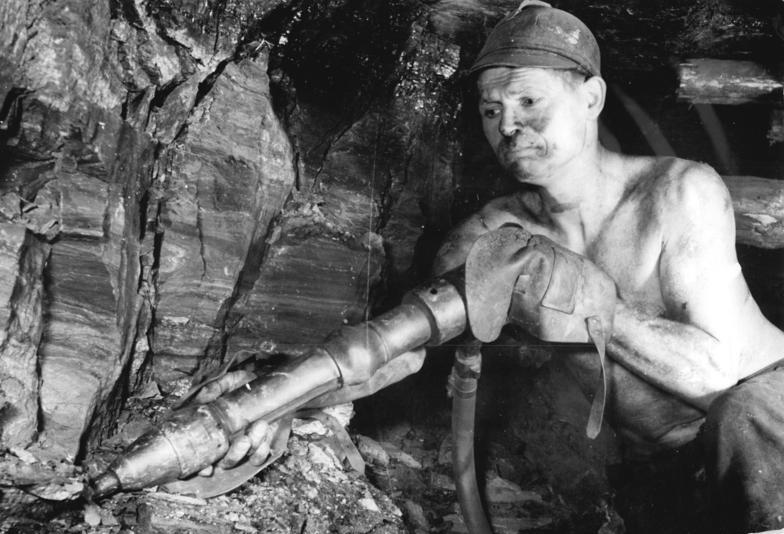
Kohlengewinnung mit dem Abbauhammer

Abbauhämmer werden zum Schrämen oder zur Hereingewinnung des unterschrämten Kohlenstoßes eingesetzt. Dazu wird der Abbauhammer im schrägen Winkel an den Kohlenstoß gedrückt. Aber auch zur Nachzerkleinerung von großen Erz- und Bergebrocken wird der Abbauhammer genutzt. Zur Erhöhung der Effektivität des Abbauhammers werden im Mineral vorhandene Ablösungen oder Schlechten genutzt. Wichtig für die Haltbarkeit des Hammers und für den Arbeitserfolg ist bei jeder Anwendung, dass der Hammer dauerhaft und fest gegen das Mineral gedrückt wird. Durch diese Anwendung machen sich die Rückstöße des Hammers weniger bemerkbar. Problematisch ist der bei der Arbeit entstehende Staub, insbesondere wenn es sich um Gesteinsstaub handelt. Durch die jahrzehntelange Arbeit mit dem Abbauhammer kommt es zu einer krankhaften Veränderung in den Armgelenken. Diese Erkrankung wird als Abbauhammerkrankheit bezeichnet.

## Ähnliche Geräte
- Abbruchhammer
- Drucklufthammer